# Красный Юг
Кра́сный Юг — хутор в Целинском районе Ростовской области.
Входит в состав Кировского сельского поселения.

## Население
| 2010 |
| ---- |
| 192  |

## Улицы
На хуторе имеются две улицы — Виноградная и Майская.